# Heike Schäfer
Heike Schäfer (* 23. März 1964 in Kirchen (Sieg)) ist eine deutsche Schlagersängerin. Seit 1980 gibt sie öffentliche Auftritte. Ab 1982 studierte Schäfer drei Jahre lang Gesang. 1985 erreichte sie mit dem von Ralph Siegel und Bernd Meinunger geschriebenen Beitrag Die Glocken von Rom einen zweiten Platz bei der deutschen Vorentscheidung zum Eurovision Song Contest, welcher in den deutschen Singlecharts bis auf Platz 25 kam und sich dort insgesamt 14 Wochen halten konnte. Unter dem Titel die Glocken von Rom gibt es auch ein Hochzeitsspiel. Für ihre Darbietungen erhielt Schäfer die Goldene Stimmgabel, die Antenne und die Silberne Note.

## Diskografie – Singles
- 1985: Die Glocken von Rom
- 1986: Abschied tut weh
- 1985: Blüten im Wind
- 1988: Die Macht der Liebe
- 1989: Schenk mir den Traum
- 1990: Maria Dolores
- 1991: Wenn Rosen weinen
- 1991: Ave Maria
- 1999: Wenn du bei mir bist
- 2000: Am Ende bleiben Tränen
- 2001: Der Sommer ist vorbei
- 2003: Ich brauch ein bisschen Zärtlichkeit
- 2004: Mein Herz ruft nach dir
- 2004: Wirst du mich immer lieben
- 2005: Ein neuer Morgen beginnt
- 2005: Liebe mich
- 2005: Ich bin dein Sommer
- 2006: Noch träumt sie in seinen Armen
- 2006: Irgendwann vielleicht
- 2007: Nichts erinnert mehr an dich
- 2007: Ich lebe noch
- 2008: Wie gern wär ich im Himmel geblieben
- 2008: Teil diesen Sommer mit mir
- 2008: Hasta Manana
- 2009: Leben
- 2009: Der Sommer ohne dich
- 2009: Wenn man den Wind nicht halten kann
- 2010: Im Herzen sind Träumer allein
- 2010: Ihn vergess ich nie
- 2010: Schöne Bambola
- 2011: Schuld daran war der Sommer